# Західна Білорусь

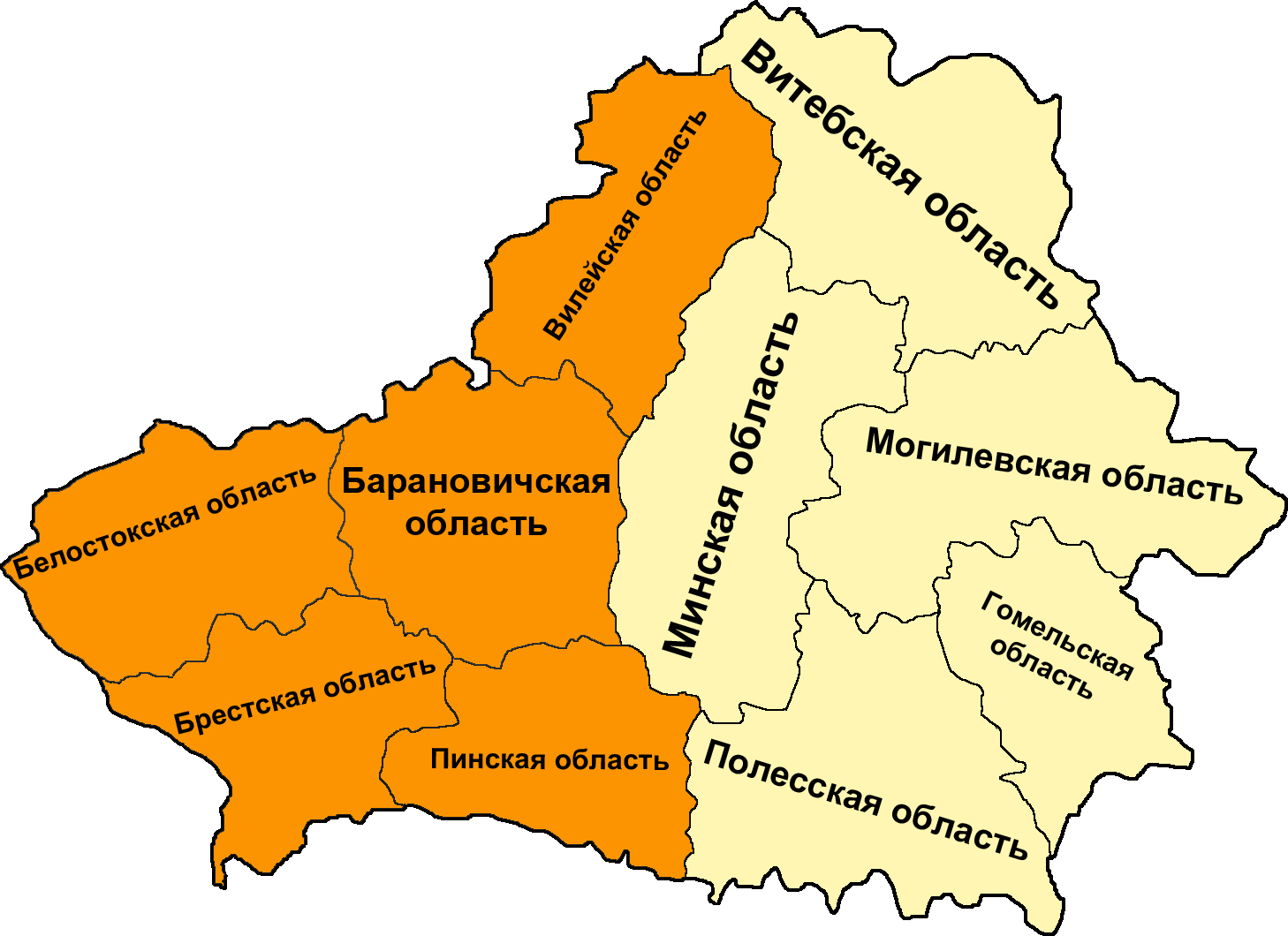
Адміністративний поділ БРСР в 1939–1944. Територія Західної Білорусі в додатку з окупованої Польщі на основі пакту Молотова — Ріббентропа, позначено помаранчевим

За́хідна Білору́сь — історична назва частини території Білорусі, що відійшла за Ризькою мирною угодою 1921 року до Польської республіки. 1939 року приєднана до СРСР: території сучасних Берестейської, Гродненської і західних частин Вітебської і Мінської областей, а також колишньої Білостоцької області (нині Підляського воєводства Польщі). 2 листопада 1939 року увійшла до складу СРСР під час приєднання її до Білоруської РСР.

## Історія
У 1921 році, згідно із Ризьким мирним договором, який закінчив польсько-радянську війну, територія РСР Білорусі була розділена на дві частини: 12 її західних повітів потрапили до складу Польської Республіки, 6 (Мінщина) — до складу радянської Росії. Територія Західної Білорусі у складі Польщі приблизно відповідає сучасним Берестейській, Гродненській, частини Мінській і західній половині Вітебської областей Білорусі.
Соціально-економічна ситуація в Західній Білорусі значно відрізнялася від решти територій Польщі. З економічної точки зору, край залишався відсталою аграрною окраїною, і використовувався переважно як джерело сировини і дешевої робочої сили та ринок збуту для польської продукції.
У Західній Білорусі не було важкої промисловості, а більшість підприємств  займалися переробкою продуктів сільського господарства і деяких видів місцевої сировини. 1928 року в Білостоцькому, Віленському, Новогрудському і Поліському воєводствах діяло 2 136 підприємств із загальною чисельністю робочих 55 199 чол., з них 1 653 наймалися на дрібні підприємства з чисельністю робочих менше 20 чол. У 1929 році, з початком економічної кризи кількість діючих підприємств в скоротилася.
На території Західної Білорусі розгорнувся масовий рух проти гноблення Польщі. У перші роки боротьба набула партизанського характеру. Вона підтримувалася з боку як СРСР, так і уряду Білоруської Народної республіки (БНР), що знаходився в еміграції в Каунасі (згодом у Празі). До середини 1920-х рр. в національно-визвольному русі яскраво вимальовувалися два напрямки:
- 1. революційно-визвольний — представляла КПЗБ, створена в 1923 р в Вільнюсі, КСМЗБ, Білоруська революційна організація (частина есерів);
- 2. національно-демократичний — представляли депутати-білоруси, обрані до польського сейму, прихильники БНР, ТБШ (Товариства білоруської школи)[3].

У жовтні 1936 року Міністерство внутрішніх справ підготувало проєкт прискорення національної асиміляції білорусів. На початку грудня цього ж року заборонили діяльність Товариства білоруської школи, а 22 січня 1937 року — Білоруський інститут господарства та культури. До січня 1938 року в Вільнюсі ще існував Білоруський національний комітет, пізніше цю організацію звинуватили в сепаратизмі та руйнації єдності польської держави, а після того розігнали. Єдиною білоруського партією, яка протрималася в Польщі до радянсько-німецької окупації у вересні 1939 року, було Білоруське національне об'єднання, але і його діячів намагалися усунути.